# MASH-1
MASH-1 (Modular Arithmetic Secure Hash) — это хеш-функция, используемая в криптографии, основанная на модульной арифметике. Главные преимущества этой функции - возможность повторного использования существующего программного или аппаратного обеспечения и масштабируемость. Из недостатков: не очень высокая скорость, обусловленная скоростью RSA-шифрования, которая на 2-3 порядка ниже скорости блочно-симметричных шифров, и история неудачных предложений функций, основанных на модульной арифметике.

## История
MASH-1 и MASH-2 после долгой проработки и множества неудачных предложений вошли в стандарт ISO/IEC 10118-4 [1] в 1998 году. К данному моменту нет опубликованных результатов проблем в безопасности этих хеш-функций. 
Мотивация к использованию модульной арифметики в хэш-функции основана на двух факторах: возможности повторного использования существующего программного или аппаратного обеспечения (в системах с открытым ключом) для модульной арифметики и масштабируемости для соответствия требуемому уровню безопасности и желаемому размеру хэш-значения.

## Описание алгоритма
MASH-1 предполагает использование модуля M, аналогичного модулю из RSA. Битовая длина M оказывает прямое влияние на безопасность. M должно быть сложно факторизовать и безопасность держится на сложности выделения корней по модулю. Также битовая длина M определяет размер блока обрабатываемых данных и размер хеш-результата.
На вход алгоритма получаем x битовой длины {\displaystyle 0\leq b<2^{n/2}}. На выходе хотим получить n битный хеш x (n почти той же битовой длины, что и M).
1){\displaystyle M=pq} m = битовая длина M, p и q - засекреченные простые числа, выбранные так, чтобы факторизация M была трудной. Пусть битовая длина n будет наибольшим множителем 16, меньшим чем m (т.е. {\displaystyle n=16n'<m}). {\displaystyle H_{0}=0} определим как IV и n-битная целочисленная константа A = 0xf0...0. "{\displaystyle \vee }" - обозначение для побитового ИЛИ, {\displaystyle \oplus } - обозначение для побитового исключающего ИЛИ.
2)Разбиваем сообщения с помощью структуры Меркла — Дамгора. Заполняем x 0-битами, если это необходимо чтобы получить строку битовой длины {\displaystyle t*n/2} для наименьшего возможного {\displaystyle t\geq 1}. Поделим дополненный текст на блоки по {\displaystyle n/2} бита - {\displaystyle x_{1},x_{2},...x_{t}} и добавим последний блок {\displaystyle x_{t+1}}, в котором лежит b, выраженная {\displaystyle n/2} битами.
3)Расширим каждый {\displaystyle x_{i}} до n-битного блока {\displaystyle y_{i}}. Для этого поделим его в 4 битные полубайты и вставим 4 бита один за другим, за исключением {\displaystyle y_{t+1}}, где вставленный полубайт 1010, а не 1111
4)Теперь обработаем функцию сжатия. Для {\displaystyle 1\leq i\leq t+1}, сопоставим 2 n-битных входа ({\displaystyle H_{i-1},y_{i}}) одному n-битному входу  следующим образом:
{\displaystyle H_{i}\gets ((((H_{i-1}\oplus y_{i})\vee A)^{2}modM)\dashv n)\oplus H_{i-1}}
Здесь "{\displaystyle \dashv }" обозначает сохранение правых n бит m-битного результата слева от него.
5) Нужный нам хеш лежит в n-битном блоке {\displaystyle H_{t+1}}

## Пример кода
Пример реализации алгоритма на Java с использованием класса BigInteger для работы с длинной арифметикой:
```
private
 
final
 
BigInteger
 
compress
(
BigInteger
 
X
,
 
BigInteger
 
H
)
 
{

    
BigInteger
 
XX
 
=
 
BigInteger
.
value0f
(
0
);

    
BigInteger
 
rem
;

    
for
 
(
int
 
j
 
=
 
k
 
-
 
4
;
 
j
 
>=
 
0
;
 
j
 
-=
 
4
)
 
{

        
XX
 
=
 
XX
.
shiftLeft
(
4
).
or
(
FEFTEEN
);

        
rem
 
=
 
block
.
shiftRight
(
j
).
mod
(
SIXSTEEN
);

        
XX
 
=
 
XX
.
shiftLeft
(
4
).
or
(
rem
);

    
}

    
return
 
H
.
xor
(
XX
).
or
(
E
).
pow
(
2
).
mod
(
N
).
mod
(
TWO_POW_N
).
xor
(
H
);

}

```

Чтобы сделать этот код более эффективным можно добавить следующие оптимизации:
- Работать с векторами фиксированной длины
- Работать с беззнаковыми числами
- Модульное возведение в степень только для степень 2 или 257(в случае MASH-2)
- Модульное вычитание только для чётных модулей[2]

## MASH-2
MASH-2 отличается от MASH-1 только другим значением экспоненты. В MASH-1 используется {\displaystyle e=2}, в то время как в MASH-2 используется {\displaystyle e=2^{8}+1}.
- Пример  сравнения MASH-1 и MASH-2:

| Хеш-функция | Применяемые преобразования                                    | Скорость обработки данных            | Модель безопасности     |
| ----------- | ------------------------------------------------------------- | ------------------------------------ | ----------------------- |
| MASH-1      | Модулярное возведение в квадрат                               | {\displaystyle 10^{5}..10^{6}} бит/с | Доказуемая безопасность |
| MASH-2      | Модулярное возведение в степень {\displaystyle e=2^{8}+1=257} | {\displaystyle 10^{4}..10^{5}} бит/с | Доказуемая безопасность |

- Для очень высокой безопасности рекомендуется выбирать MASH-2, а не MASH-1, где могут быть нежелательные статистические зависимости [2]